# 65100 Бертвістл
65100 Бертвістл (65100 Birtwhistle) — астероїд головного поясу, відкритий 8 лютого 2002 року.
Тіссеранів параметр щодо Юпітера — 3,078.
Названий на честь британського астронома-аматора Пітера Бертвістла.